# Miriam Cahn

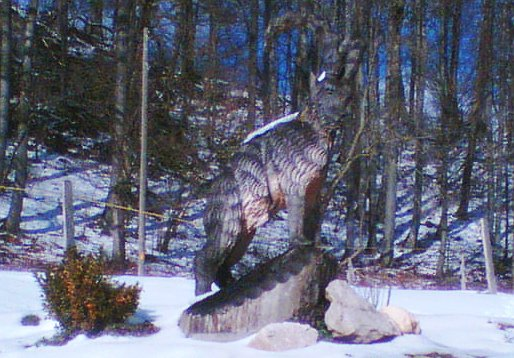
Brutalitätenskulptur, 2007, i Stiftung Sculpture at Schoenthal:s skulpturpark i Kloster Schönthal nära Langenbruck i Schweiz

Miriam Cahn, född 21 juli 1949 i Basel, är en schweizisk tecknare, målare, filmare, fotograf och performancekonstnär.
Miriam Cahn är dotter till arkeologen och numismatikern Herbert Cahn. Hon utbildade sig i grafik på Kustgewerbeschule i Basel i Schweiz 1968–1973. Hon arbetade i Paris 1978–1979. Året efter blev hon känd och åtalad för en illegal konstaktion i Basel, där hon fäste väggmålningar på en motorvägsbro. Hon hade sin första separatutställning 1982 på Kunsthaus Zürich i Zürich.
Mellan 1985 och 1989 bodde Miriam Cahn i Västberlin, där hon gjorde sina mest kända 1980-talsverk. Hon arbetade främst med kol- och blyertsteckningar på stora pappersark, med motiv som panoramabilder av stadslandskap, otydliga kvinnofigurer, barn och djur.
Hennes senare verk har framför allt utgjorts av färgstarka målningar. Motivet har framför allt varit kvinnor med tunna drag och med en tom blick, omgivna av en ljusgård som vid en bombkrevad. Hennes måleri speglar en pendling mellan starka känslor som lust och våld.
Miriam Cahn deltog 1982 i documenta 7 i Kassel och representerade Schweiz vid den 41:a Venedigbiennalen 1984. Hon deltog också i documenta 14 2017.
Hon fick 1998 Käthe Kollwitzpriset. Hon har hela livet varit aktivt engagerad i kvinnorätts- och fredssrörelserna. Hon bor och arbetar i Basel i Schweiz.

## Filmografi
- Miriam Cahn – ohne Umwege, i regi av Edith Jud, Schweiz 2005